# Épisode Omineca
Pour les articles homonymes, voir Omineca.
L'épisode Omineca est une période géologique qui s'est déroulée entre -180 et -115 millions d'années. Cet épisode commence lorsque les îles Insulaires portées par la plaque Insulaire entrent en collision avec la côte occidentale de l'Amérique du Nord. Ces îles sont agrégées à la côte continentale par des roches en fusion qui se solidifient sous forme de granite. Les restes de ces anciennes îles, le long du granite qui les a agrégées au continent, affleurent aujourd'hui dans les terres élevées de l'Omineca dans le centre-nord de la Colombie-Britannique au Canada et de l'État de Washington aux États-Unis. Ils s'étendent au nord jusqu'au Territoire du Yukon en formant la ceinture Insulaire.